# Al Sweeney
Alfred „Al“ Sweeney (* 18. Dezember 1914 in Maine oder Massachusetts, Vereinigte Staaten; † 13. Dezember 1984 in Santa Barbara, Kalifornien) war ein US-amerikanischer Filmarchitekt.

## Leben und Wirken
Alfred Sweeney hatte am Massachusetts Institute of Technology Architektur studiert und mit einem Master’s Degree abgeschlossen. Anschließend fand er zunächst Beschäftigung als Industriezeichner. Mit Beginn der 1950er Jahre wechselte er zum Film und stieg bei Universal Pictures rasch zum Chefarchitekten auf. In seinen Anfängen lieferte Sweeney bevorzugt die Kulissen zu Billigwestern, wurde von der Universal aber auch zu zwei Horrorfilmklassikern Jack Arnolds (Tarantula und Die Rache des Ungeheuers) herangezogen. Gegen Ende desselben Jahrzehnts gestaltete Sweeney überdies den Look zweier Edelmelodramen aus der Hand Douglas Sirks (Duell in den Wolken und Zeit zu leben und Zeit zu sterben). 1958 gelang ihm an der Seite des renommierten Berufskollegen Richard Day bei dem Monumentalfilm Salomon und die Königin von Saba der Wechsel zum A-Kino.
Obwohl seit Beginn der 1960er Jahre nicht länger dem B-Film-Kino der Universal verpflichtet, verflachte Sweeneys Œuvre seitdem, und er entwarf die Filmbauten zu konventioneller, wenngleich zumeist hochklassig besetzter Kinoware – „standardhafte Unterhaltungsfilme für ein breites, nicht sehr anspruchsvolles Publikum“ – wie beispielsweise Captain Newman, Der Schuß, Ein Fall für Harper und Die Brücke von Remagen. Auch dem nunmehr hochklassig besetzten Western (z. B. El Perdido, Der Mann vom großen Fluß, Südwest nach Sonora, Die Gewaltigen und Bandolero mit etablierten Genre-Größen wie Kirk Douglas, Rock Hudson, Marlon Brando, John Wayne und James Stewart) blieb Sweeney weiterhin verbunden. Al Sweeney war bis kurz vor seinem Tode hinein gut beschäftigt. Er starb fünf Tage vor Vollendung seines 70. Lebensjahres.

## Filmografie
- 1952: Das schwarze Schloß (The Black Castle)
- 1953: Der große Aufstand (The Great Sioux Uprising)
- 1954: Gold aus Nevada (The Yellow Mountain)
- 1954: Destry räumt auf (Destry)
- 1954: Die Rache des Ungeheuers (Revenge of the Creature)
- 1955: Die Schläger von Chicago (The Square Jungle)
- 1955: Tarantula
- 1955: Mit roher Gewalt (The Spoilers)
- 1956: In den Fängen des Teufels (The Unguarded Moment)
- 1956: Die Meute lauert überall (Raw Edge)
- 1956: Schieß oder stirb! (Gun for a Coward)
- 1956: Noch heute sollst du hängen (Star in the Dust)
- 1957: Duell in den Wolken (The Tarnished Angels)
- 1957: Die Rose von Tokio (Joe Butterfly)
- 1957: Des Teufels Lohn (Man in the Shadow)
- 1957: Die letzte Kugel (Day of the Badman)
- 1958: Zeit zu leben und Zeit zu sterben (A Time to Love and a Time to Die)
- 1959: Salomon und die Königin von Saba (Solomon and Sheba)
- 1960: Die gnadenlosen Vier (Posse From Hell)
- 1961: El Perdido (The Last Sunset)
- 1962: Der eiserne Kragen (Showdown)
- 1962: Der häßliche Amerikaner (The Ugly American)
- 1963: Captain Newman (Captain Newman, M.D.)
- 1964: Der Mann vom großen Fluß (Shenandoah)
- 1964: Heißer Strand Acapulco (Love Has Many Faces)
- 1965: Ein Fall für Harper (Harper)
- 1965: Der Schuß (Moment to Moment)
- 1966: Südwest nach Sonora (The Appaloosa)
- 1966: Jeden Mittwoch (Any Wednesday)
- 1966: Die Gewaltigen (The War Wagon)
- 1967: Die Teufelsbrigade (The Devil's Brigade)
- 1967: Bandolero (Bandolero!)
- 1968: Die Brücke von Remagen (The Bridge at Remagen)
- 1970: Nichts wie weg, Rabbit (Rabbit, Run)
- 1971: Die Gnadenlosen (Fools' Parade)
- 1971: El Capitano (Something Big)
- 1971: Cisco Pike
- 1971: Der Mörder im weißen Mantel (The Carey Treatment)
- 1972: Oklahoma Crude (The Oklahoma Crude)
- 1973: Dreckiges Gold (The Train Robbers)
- 1974: Samstagnacht im Viertel der Schwarzen (Uptown Saturday Night)
- 1974: Der Mann ohne Nerven (Breakout)
- 1975: Drehn wir noch’n Ding (Let’s Do It Again)
- 1976: Trans-Amerika-Express (Silver Streak)
- 1977: Ausgetrickst (A Piece of the Action)
- 1977: Eine ganz krumme Tour (Foul Play)
- 1978: Die Bullen von Dallas (North Dallas Forty)
- 1979: The Runner Stumbles
- 1979: Nieten unter sich (The Black Marble)
- 1981: Zwei wahnsinnig starke Typen (Stir Crazy)
- 1981: Die Kadetten von Bunker Hill (Taps)
- 1982: Mr. Mom
- 1983: Jason, die Flasche (Romantic Comedy)
- 1984: George Washington (Fernsehdreiteiler)